# Spike și Tyke (Tom și Jerry)
Spike (ocazional, denumit Butch sau Ucigașul) este un buldog american puternic, dar uneori prost care apare în seria de desene animate Tom și Jerry. Deseori apare împreună cu fiul său Tyke.
Spike a apărut pentru prima oară în Dog Trouble (1942), iar Tyke a apărut pentru prima dată în Love That Pup (1949).

## Despre personaje
Spike este deosebit de dezaprobator față de pisici, dar e drăguț față de șoareci, iar mai târziu, Tyke fiul său va fi la fel. Jerry a încercat de multe ori să îi facă lui Tom probleme cu ajutorul lui Spike. Spike are câteva puncte slabe pe care Tom încearcă să le valorifice: dragostea lui pentru os și nestatornicia lui. El a debutat în 1942 în episodul "Probleme cu câinele" și a vorbit prima oară în 1944 în episodul "Paza de corp", unde a fost interpretat de Billy Bletcher până în 1949, după care a fost interpretat de Daws Butler.Are dinții ascuțiți,și nu prea mare coadă.Se enervează foarte repede,și intră în criză de nervi,când îi este furat osul sau copanul.Este dur mereu,cu toți,excluzând pe fiul său Tyke. Spre deosebire de tatăl lui, Spike, Tyke nu vorbește. El comunică numai prin scheunat, mârâit, expresii faciale și dând din coadă. În Tom și Jerry în copilărie, Tyke are un rol vorbind în program și este prima dată când telespectatorii au putut să îl audă pe Tyke vorbind.

## Vocile

### Vocile lui Spike
- Billy Bletcher: episoadele originale Tom și Jerry din 1942-1949 (până la episodul Heavenly Puss)
- Daws Butler: episoadele originale Tom și Jerry din 1949-1957 (începând cu episodul Love That Pup)
- Don Messick: Noile desene cu Tom și Jerry (3 episoade)
- Joe E. Ross: Noile desene cu Tom și Jerry (2 episoade)
- John Stephenson: Noile desene cu Tom și Jerry (2 episoade)
- Frank Welker: The Tom and Jerry Comedy Show, Tom și Jerry: Misiune pe Marte
- Dick Gautier: Tom și Jerry în copilărie
- Maurice LaMarche: Tom și Jerry: Inelul fermecat
- John DiMaggio: Tom și Jerry: Iute și furios
- Kevin Michael Richardson: Tom și Jerry: Pe mustața mea!
- Michael Donovan: Povești cu Tom și Jerry
- Phil LaMarr: Tom și Jerry îl întâlnesc pe Sherlock Holmes, Tom și Jerry: Robin Hood și ceata lui, Tom și Jerry: O aventură gigantică
- Rick Zieff: Tom și Jerry se dau în spectacol
- Spike Brandt: Tom și Jerry: Căutarea spionului, Tom și Jerry: Întoarcerea în Oz, Tom and Jerry: Willy Wonka and the Chocolate Factory
- Alan D. Marriott: Tom and Jerry in Fists of Furry
- Greg Burson: Tom and Jerry in War of the Whiskers

### Vocile lui Tyke
- William Hanna: episoadele originale Tom și Jerry
- Frank Welker: The Tom and Jerry Comedy Show, Tom și Jerry: Inelul fermecat, Povești cu Tom și Jerry, Tom și Jerry se dau în spectacol
- Patric Zimmerman: Tom și Jerry în copilărie
- Alan D. Marriott: Tom and Jerry in Fists of Furry
- Rob Paulsen: Tom and Jerry in War of the Whiskers